# Mortain
Mortain és un municipi francès situat al departament de la Manche i a la regió de Normandia. L'any 2007 tenia 1.875 habitants.

## Demografia

### Població
El 2007 la població de fet de Mortain era de 1.875 persones. Hi havia 841 famílies de les quals 371 eren unipersonals (163 homes vivint sols i 208 dones vivint soles), 272 parelles sense fills, 170 parelles amb fills i 28 famílies monoparentals amb fills.
La població ha evolucionat segons el següent gràfic:
Habitants censats

### Habitatges
El 2007 hi havia 1.060 habitatges, 854 eren l'habitatge principal de la família, 61 eren segones residències i 144 estaven desocupats. 597 eren cases i 463 eren apartaments. Dels 854 habitatges principals, 423 estaven ocupats pels seus propietaris, 418 estaven llogats i ocupats pels llogaters i 13 estaven cedits a títol gratuït; 33 tenien una cambra, 77 en tenien dues, 219 en tenien tres, 223 en tenien quatre i 303 en tenien cinc o més. 528 habitatges disposaven pel capbaix d'una plaça de pàrquing. A 438 habitatges hi havia un automòbil i a 273 n'hi havia dos o més.

### Piràmide de població
La piràmide de població per edats i sexe el 2009 era:
| Homes | Edats   | Dones |
| ----- | ------- | ----- |
| 4     | 95 o +  | 20    |
| 4     | 90 a 94 | 28    |
| 4     | 85 a 89 | 24    |
| 8     | 80 a 84 | 44    |
| 44    | 75 a 79 | 76    |
| 56    | 70 a 74 | 72    |
| 60    | 65 a 69 | 88    |
| 52    | 60 a 64 | 36    |
| 60    | 55 a 59 | 56    |
| 96    | 50 a 54 | 96    |
| 64    | 45 a 49 | 80    |
| 72    | 40 a 44 | 80    |
| 68    | 35 a 39 | 68    |
| 52    | 30 a 34 | 72    |
| 72    | 25 a 29 | 60    |
| 61    | 20 a 24 | 84    |
| 92    | 15 a 19 | 66    |
| 76    | 10 a 14 | 68    |
| 56    | 5 a 9   | 32    |
| 48    | 0 a 4   | 20    |

## Economia
El 2007 la població en edat de treballar era de 1.139 persones, 787 eren actives i 352 eren inactives. De les 787 persones actives 719 estaven ocupades (388 homes i 331 dones) i 69 estaven aturades (34 homes i 35 dones). De les 352 persones inactives 121 estaven jubilades, 141 estaven estudiant i 90 estaven classificades com a «altres inactius».

### Ingressos
El 2009 a Mortain hi havia 794 unitats fiscals que integraven 1.599,5 persones, la mediana anual d'ingressos fiscals per persona era de 18.269 €.

### Activitats econòmiques
Dels 120 establiments que hi havia el 2007, 5 eren d'empreses extractives, 5 d'empreses alimentàries, 4 d'empreses de fabricació d'altres productes industrials, 7 d'empreses de construcció, 30 d'empreses de comerç i reparació d'automòbils, 5 d'empreses de transport, 8 d'empreses d'hostatgeria i restauració, 1 d'una empresa d'informació i comunicació, 8 d'empreses financeres, 5 d'empreses immobiliàries, 11 d'empreses de serveis, 23 d'entitats de l'administració pública i 8 d'empreses classificades com a «altres activitats de serveis».
Dels 30 establiments de servei als particulars que hi havia el 2009, 1 era una oficina d'administració d'Hisenda pública, 1 gendarmeria, 1 oficina de correu, 5 oficines bancàries, 1 funerària, 1 taller de reparació d'automòbils i de material agrícola, 2 autoescoles, 1 guixaire pintor, 4 lampisteries, 1 electricista, 4 perruqueries, 1 veterinari, 3 restaurants, 3 agències immobiliàries i 1 tintoreria.
Dels 23 establiments comercials que hi havia el 2009, 1 era un hipermercat, 1 una botiga de més de 120 m², 3 fleques, 3 carnisseries, 1 una botiga de congelats, 1 una peixateria, 3 botigues de roba, 1 una botiga de roba, 1 una botiga d'equipament de la llar, 1 una sabateria, 3 drogueries, 1 un drogueria, 1 una perfumeria i 2 floristeries.
L'any 2000 a Mortain hi havia 30 explotacions agrícoles que ocupaven un total de 240 hectàrees.

## Equipaments sanitaris i escolars
El 2009 hi havia 1 hospital de tractaments de curta durada, 1 hospital de tractaments de mitja durada (seguiment i rehabilitació), 1 psiquiàtric, 1 farmàcia i 2 ambulàncies.
El 2009 hi havia 1 escola maternal i 2 escoles elementals. A Mortain hi havia 2 col·legis d'educació secundària i 1 liceu d'ensenyament general. Als col·legis d'educació secundària hi havia 321 alumnes i als liceus d'ensenyament general 593.

## Poblacions més properes
El següent diagrama mostra les poblacions més properes.